# Torre Abbey

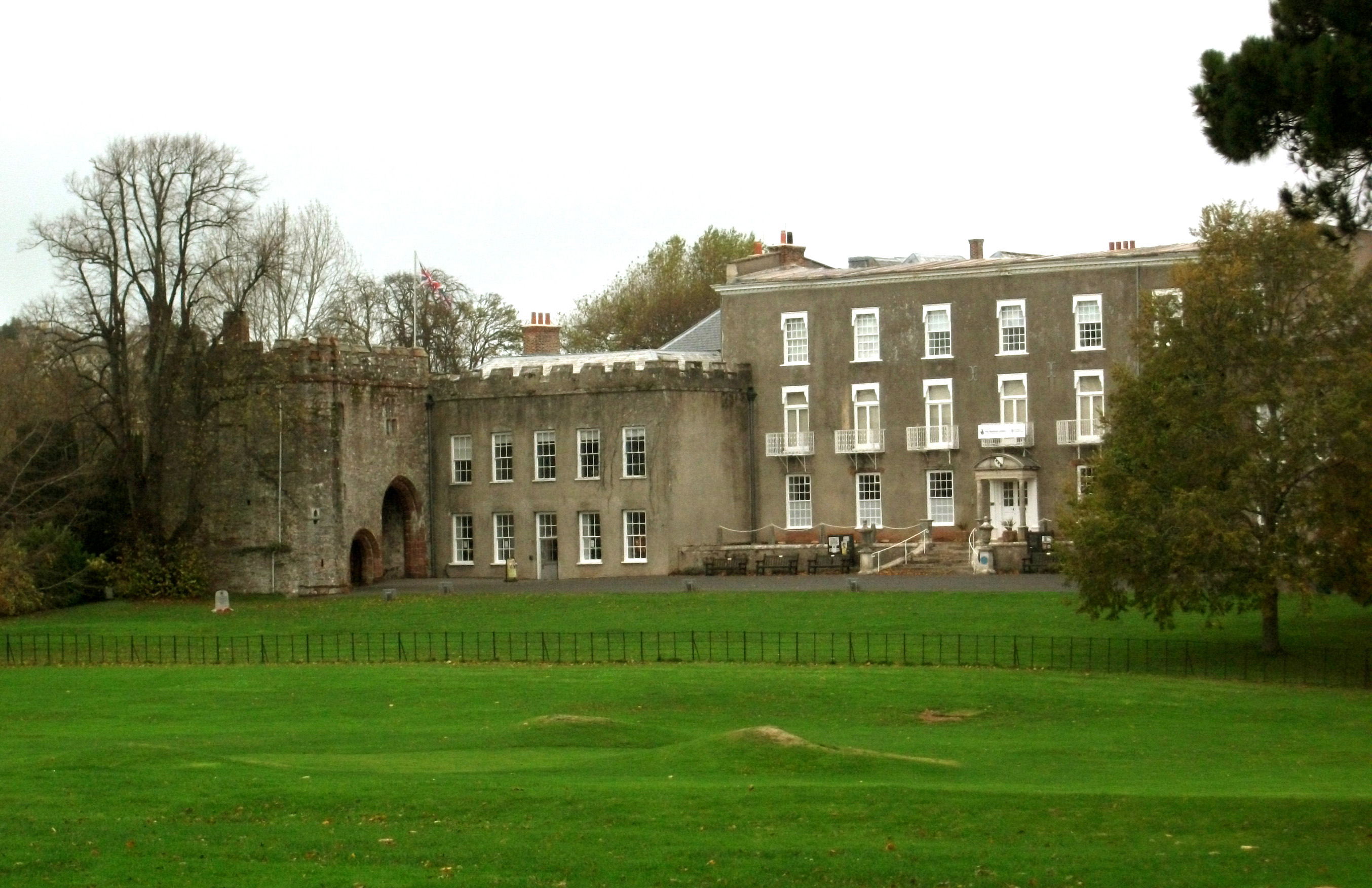
Torre Abbey, Außenansicht

Torre Abbey ist ein historisches Gebäude und ein Kunstzentrum in der südenglischen Küstenstadt Torquay. Es wurde im Jahr 1196 als Kloster errichtet und war von 1662 bis 1930 Residenz der einflussreichen Familie Cary. Neben dem klösterlichen Gemäuer, den aristokratischen Wohnräumen und einer Gartenanlage beherbergt Torre Abbey die drittgrößte Kunstsammlung der Grafschaft Devon sowie regelmäßige Wechselausstellungen zeitgenössischer Künstler.

## Geschichte

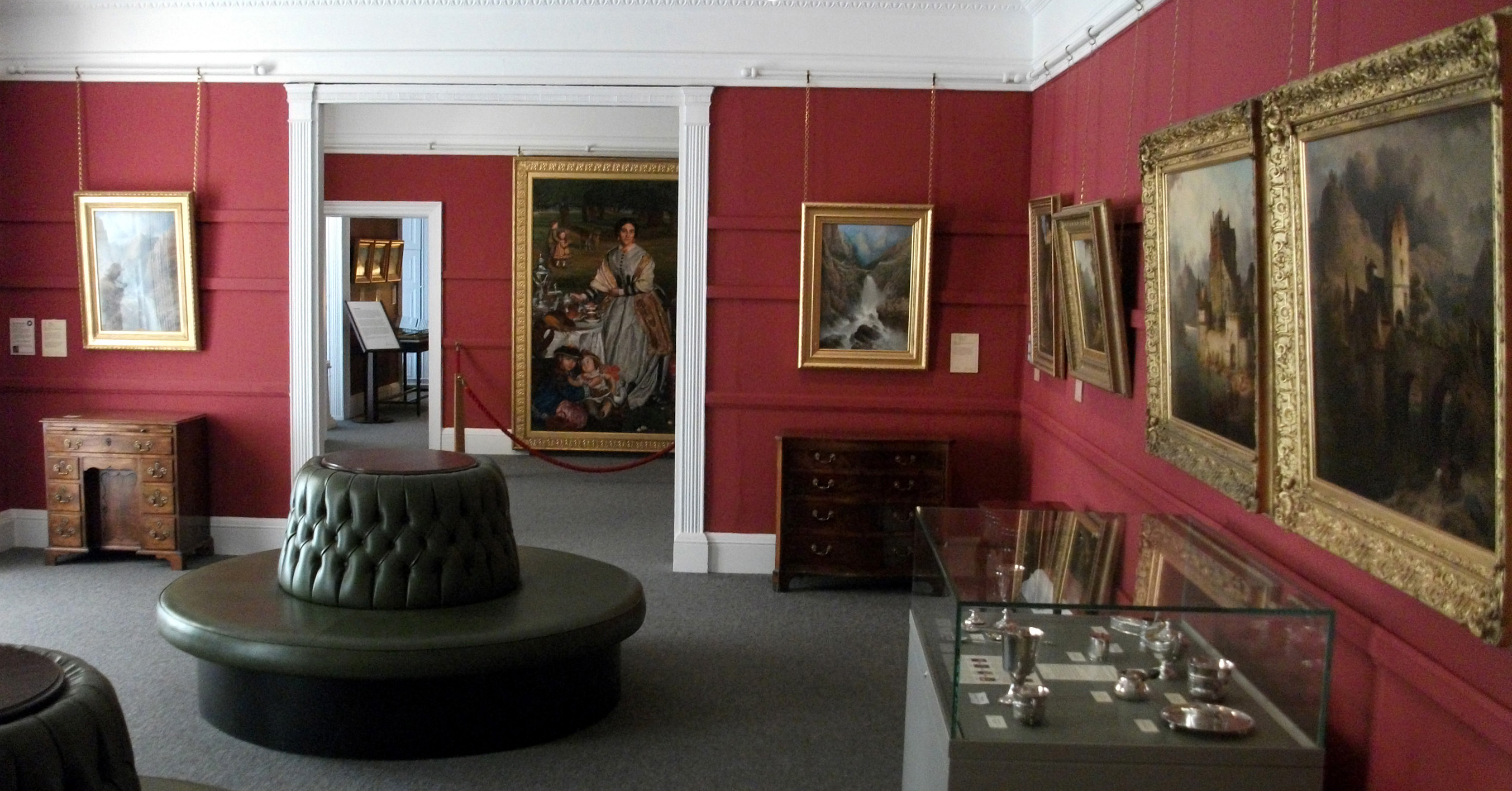
Malerei aus dem 19. Jhd. in Torre Abbey

Gegründet wurde Torre Abbey im Jahr 1196 von sechs Chorherren des Prämonstratenser-Ordens aus dem Welbeck Abbey in Nottinghamshire. Das dazugehörige Landstück stiftete der Baron und Beamte William Brewer. Die Einnahmen aus den Ländereien machten das Kloster Ende des 15. Jahrhunderts zum wohlhabendsten seiner Art in England. Dadurch erhielt Torquay sogar einen richtigen Hafen. Im Zuge der Reformation veranlasste Heinrich VIII. die Auflösung der englischen Klöster, woraufhin die Abtei mehrfach ihre Besitzer wechselte, bis sie 1662 von der Familie Cary gekauft wurde, die dort sechs Generationen lang residierte. Trotz ihrer katholischen Religionszugehörigkeit hatte die Familie Cary als Großgrundbesitzer bedeutenden Einfluss auf die Entwicklung der Region. In ihrer Zeit wurde das Klostergebäude im georgianischen Stil erweitert. Historische Bedeutung erlangte auch die zugehörige mittelalterliche Zehntscheune „Spanish Barn“, in der 1588 vierzehn Tage lang 397 Besatzungsmitglieder der Spanischen Armada inhaftiert waren. Während der Weltwirtschaftskrise sah sich die Familie Cary 1930 gezwungen, Torre Abbey an den Stadtrat von Torquay zu verkaufen. Seitdem wird die Abtei als öffentliche Kunstgalerie genutzt. Nach einer 6,5 Millionen Pfund teuren Sanierung wurde Torre Abbey im Juli 2008 wiedereröffnet.

## Kunstausstellungen

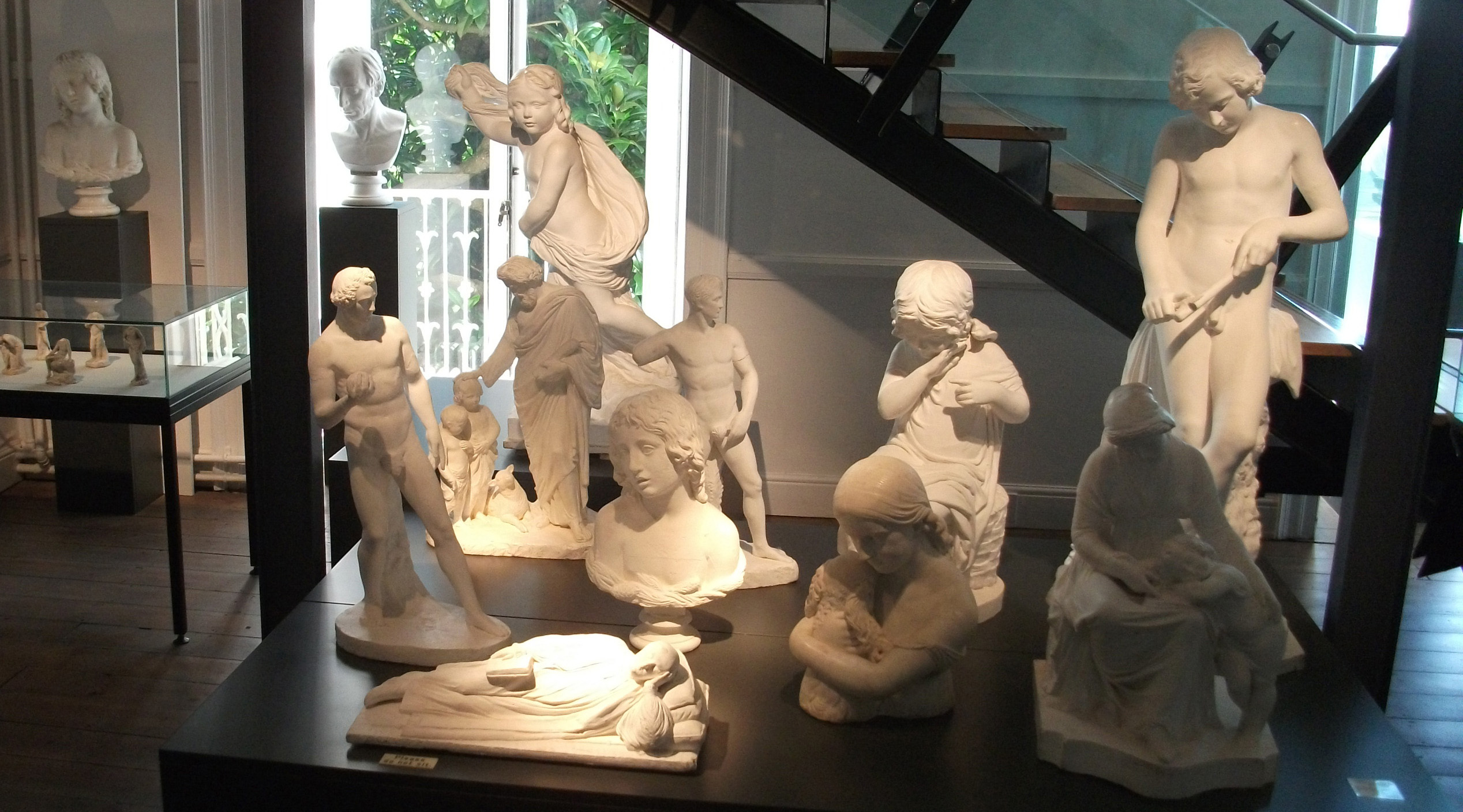
Dauerausstellung mit Skulpturen von Frederick Thrupp

Die Dauerausstellung konzentriert sich auf Malerei aus dem 19. Jahrhundert. Hierzu gehören Werke von nationaler Bedeutung wie die von William Blake sowie der Präraffaeliten William Holman Hunt (The Children’s Holiday) und Edward Burne-Jones. Daneben beherbergt Torre Abbey die größte erhaltene Sammlung des Bildhauers Frederick Thrupp. In regelmäßigen Wechselausstellungen werden Werke zeitgenössischer Künstler präsentiert. International bedeutsam waren hierbei 2009 Antony Gormleys Field und 2010 Damien Hirsts Mother and Child, Divided. Die im Sommer jeden Jahres stattfindende Ausstellung TACO (Torre Abbey Contemporary Open) widmet sich vorwiegend Künstlern aus der Region Südwestengland.